# Changbao (sockenhuvudort i Kina, Heilongjiang Sheng, lat 45,04, long 127,21)
Changbao (kinesiska: 常堡, 常堡乡) är en sockenhuvudort i Kina. Den ligger i provinsen Heilongjiang, i den nordöstra delen av landet, omkring 91 kilometer sydost om provinshuvudstaden Harbin. Antalet invånare är 16 915. Befolkningen består av 8 154 kvinnor och 8 761 män. Barn under 15 år utgör 13,0 %, vuxna 15-64 år 76 %, och äldre över 65 år 9,0 %.
Runt Changbao är det ganska tätbefolkat, med 111 invånare per kvadratkilometer. Närmaste större samhälle är Wuchang, 14,2 km söder om Changbao. Trakten runt Changbao består till största delen av jordbruksmark.
Genomsnittlig årsnederbörd är 908 millimeter. Den regnigaste månaden är juli, med i genomsnitt 199 mm nederbörd, och den torraste är januari, med 8 mm nederbörd.